# Indoribates triungulatus
Indoribates triungulatus är en kvalsterart som först beskrevs av Beck 1964.  Indoribates triungulatus ingår i släktet Indoribates och familjen Haplozetidae. Inga underarter finns listade i Catalogue of Life.